# (18699) Quigley
(18699) Quigley (1998 HL45) – planetoida z pasa głównego asteroid okrążająca Słońce w ciągu 4,59 lat w średniej odległości 2,76 j.a. Odkryta 20 kwietnia 1998 roku.